# Groupe pour une Suisse sans armée
Le Groupe pour une Suisse sans armée (GSsA), en allemand Gruppe für eine Schweiz ohne Armee (GSoA), est une association antimilitariste suisse fondée le 12 septembre 1982. Le GSsA milite en particulier pour l'abolition de l’Armée suisse et s'occupe plus généralement des thèmes liés à la politique de paix et de sécurité. Il combat activement les exportations de matériel de guerre et le financement de matériel de guerre.
Il est à l'origine de plusieurs initiatives populaires.

## Histoire

### Fondation
Le GSsA a été fondé le 12 septembre 1982 au restaurant Kreuz à Soleure.

### Initiative pour une Suisse sans armée

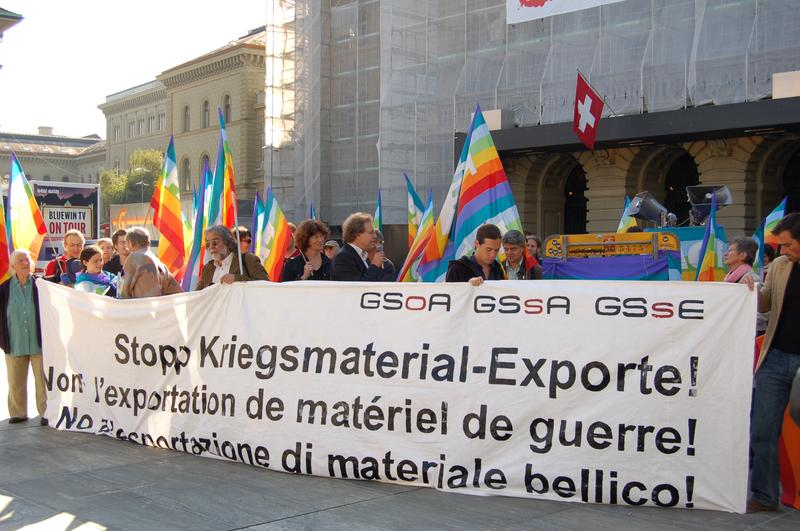
Dépôt des feuilles de signatures de l'initiative « pour l'interdiction d'exporter du matériel de guerre », 21 septembre 2007

Au début de l'année 1986, le groupe lance sa première initiative, intitulée « pour une Suisse sans armée et pour une politique globale de paix ». Le groupe récolte 111 300 signatures (100 000 étant nécessaires pour l'aboutissement de l'initiative). Lors du vote le 26 novembre 1989, l'initiative reçoit 35,6 % de votes favorables (soit 1 052 218, sur une participation élevée de 68,6 % de votant sur l'ensemble du corps électoral). L'ampleur inattendue du soutien apporté à ce texte iconoclaste, plus du tiers des votants (35,6 %) ayant approuvé l'idée d'une suppression pure et simple de la défense armée, pousse le parlement à entreprendre des réformes en profondeur de la défense nationale suisse. L'introduction d'un service civil en 1996 en Suisse est également à mettre partiellement au crédit du succès de l'initiative.

### Initiative contre les F/A 18 (1992-1993)
Au printemps 1992, à la suite de la décision des deux chambres du Parlement suisse de se procurer 34 avions de combat F/A-18 Hornet, le GSsA lance une initiative « pour une Suisse sans nouveaux avions de combat ». En 32 jours, 503 719 signatures sont rassemblées ; l'initiative est finalement rejetée par 57 % contre 43 % le 6 juin 1993.

### Initiative pour l'adhésion de la Suisse à l'ONU (1999)
En 1999, le GSsA participe à la récolte de signatures pour l'initiative demandant l'adhésion de la Suisse à l'ONU. Cette initiative sera acceptée par le peuple et les cantons en 2002.

### Seconde initiative pour une Suisse sans armée et initiative pour un service volontaire pour la paix (1999-2001)
En 1999, le GSsA dépose les initiatives "pour une Suisse sans armée" et "pour un service volontaire pour la paix". Votés en décembre 2001, les deux textes seront refusés (78,1 % contre pour la première, 76,8 % pour la seconde).

### Initiative pour l'interdiction d'exporter du matériel de guerre (2007-2009)
Le GSsA est à l'origine de l'initiative populaire « pour l'interdiction d'exporter du matériel de guerre », déposée en 2007 et rejetée par 68,2 % des votants en 2009.

### Initiative populaire pour la protection face à la violence des armes (2007-2011)
Aux côtés du Parti socialiste suisse, des Verts et d’autres mouvements de gauche, le GSsA lance fin 2007 la récolte des signatures de l’initiative populaire pour la protection face à la violence des armes. Son texte demande une justification pour toute possession d'arme à feu, oblige le stockage des armes militaires à l'arsenal et met en place un registre fédéral des armes à feu. L’objet est rejeté par 56,3 % des votants le 13 février 2011.

### Initiative pour l'abrogation du service militaire obligatoire (2012-2013)
En septembre 2013, l'initiative « Oui à l'abrogation du service militaire obligatoire » proposée par le GSsA est massivement rejetée par 73,2 % des voix. À cette occasion, le GssA utilise dans sa campagne l'image de Roger Federer, qui a été déclaré « inapte » et n'a pas fait de service militaire. Le GSsA s'est excusé pour avoir utilisé cette image dans un contexte politique sans l'accord de l'intéressé,.

### Référendum contre l'achat de nouveaux avions de combat Gripen (2013-2014)
Le 8 octobre 2013, le GSsA contribue, avec des partis et organisations de gauche, au lancement du référendum portant sur le fonds d'acquisition de l'avion de combat Gripen (Loi sur le fonds Gripen). L'objet est soumis au vote le 18 mai et l'achat de nouveaux avions de combat est rejeté par 53,4 % des votants.

### Initiative contre le commerce de guerre (2017-2020)

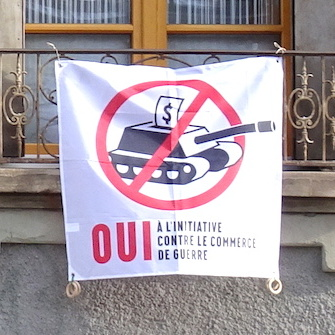
Drapeau de l'nitiative contre le commerce de guerre.

Le 11 avril 2017, le GSsA lance l'initiative contre le commerce de guerre, qui vise à interdire les investissements dans l'industrie d'armement via la place financière suisse, en particulier via la BNS et les caisses de pension. Le 21 juin 2018, l'initiative est déposée à la Chancellerie fédérale avec 104’784 signatures valables. En juin 2019, le Conseil fédéral recommande dans son Message le rejet de l'initiative, sans lui opposer de contre-projet.

## Sections locales
Depuis sa fondation, le GSsA compte différents groupes cantonaux ou régionaux.

### GSsA Genève
À l'automne 1995, le groupe genevois du GSsA récolte près de 10 000 signatures contre le défilé en ville de Genève d'une unité d'élite de l'armée suisse chargée de la sécurité du canton. Le samedi précédant ce défilé, 1 500 personnes répondent à l'appel du GSsA à manifester contre le défilé. Le défilé a finalement bien lieu le mardi 21 novembre 1995, dans une atmosphère d’émeute. Il s'agit à ce jour du dernier grand défilé militaire organisé dans une ville suisse.
Dans la foulé du défilé, le GSsA lance une initiative constitutionnelle cantonale intitulée « Genève République de paix ». Elle aboutit en août 1996 et demande en particulier une réduction des dépenses militaires et une réaffectation civile des terrains occupés par l’armée dans le canton ainsi que le développement d’une culture de la paix. Les autorités cantonales genevoises déclarent dans un premier temps l’initiative irrecevable mais elles sont ensuite déboutées par le Tribunal fédéral. Le scrutin est organisé le 12 mars 2000 et l'objet est rejeté par 62,3 % des votants.

## Publications

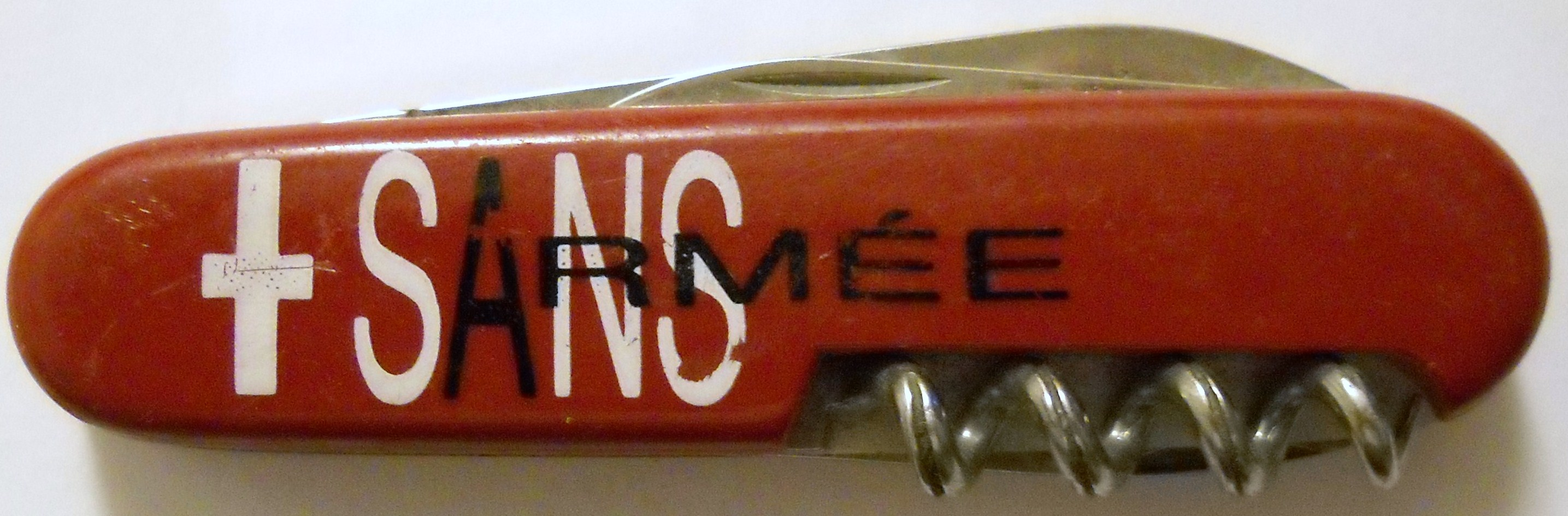
Couteau de poche (1988) créé pour la campagne en faveur de l'Initiative populaire « pour une Suisse sans arme et pour une politique globale de paix ».

Outre les périodiques GSoA-Zitig (en allemand) et Une Suisse sans armée, le GSsA a publié quelques documents, dont :
- Ch. Heimberg et al., Pour une histoire sans trous de mémoire, répression de l'armée en Suisse, 1989
- Bande dessinée de Zep ; texte de Luc Gilli, Léon Coquillard : divisionnaire de l'après 26 novembre, 1990
- Tobia Schnebli, Le citoyen-soldat: aux origines d'un mythe. Le militarisme en France sous la Révolution et l'Empire, 1997
- Anticorps d'armée, te voilà prêt au combat : infos du GSsA pour les jeunes défenseurs de la patrie, GSsA Genève, 2001

Le groupe diffuse aussi des t-shirts et des autocollants avec les slogans : « L'armée, ça tue, ça pollue et ça rend con », « If war is the answer, the question must be fucking stupid », « War is not the answer », « À bas toutes les armées ».

## Archives
- Archives conservées par (pour Groupe pour une Suisse sans armée) :   - La Contemporaine (F delta 1312, 0,1 mètre linéaire, lacontemporaine.aspx#details?id=FileId-907)
  - Archives contestataires (d) (CH-002049-8 006_GSSA, 8 mètre linéaires, groupe-pour-une-suisse-sans-arm-e-gssa-secr-tariat-romand)